# Yavé Cahard
Yavé Samuel Sylvain Cahard (ur. 26 grudnia 1957 w Sainte-Adresse) – francuski kolarz torowy, wicemistrz olimpijski oraz czterokrotny medalista mistrzostw świata.

## Kariera
Pierwszy sukces w karierze Yavé Cahard osiągnął w 1977 roku, kiedy został wicemistrzem kraju w wyścigu na 1 km. Podczas mistrzostw świata w Amsterdamie w 1979 roku wspólnie z Franckiem Dépine’em zdobył złoty medal w wyścigu tandemów. Rok później, na igrzyskach olimpijskich w Moskwie wywalczył srebrny medal w sprincie indywidualnym, ulegając jedynie Lutzowi Heßlichowi z NRD. Na tych samych igrzyskach zajął także piątą pozycję w wyścigu na 1 km. Na mistrzostwach świata w Leicester w 1982 roku zajął trzecie w sprincie indywidualnym, a na rozgrywanych rok później mistrzostwach w Zurychu był drugi. Ostatni medal wywalczył w 1984 roku, kiedy na mistrzostwach świata w Barcelonie zajął trzecie miejsce w sprincie za Kōichim Nakano z Japonii i Włochem Ottavio Dazzanem. Cahard wielokrotnie zdobywał medale torowych mistrzostw Francji, w tym dziewięć złotych.